# San Rafael (Argentinien)
San Rafael ist eine Stadt im westlichen Argentinien. Sie liegt im zentralen Süden der Provinz Mendoza und hat 118.009 Einwohner (2010, INDEC). Damit ist sie die zweitwichtigste Stadt der Provinz und Hauptort des Departamentos San Rafael.

## Lage

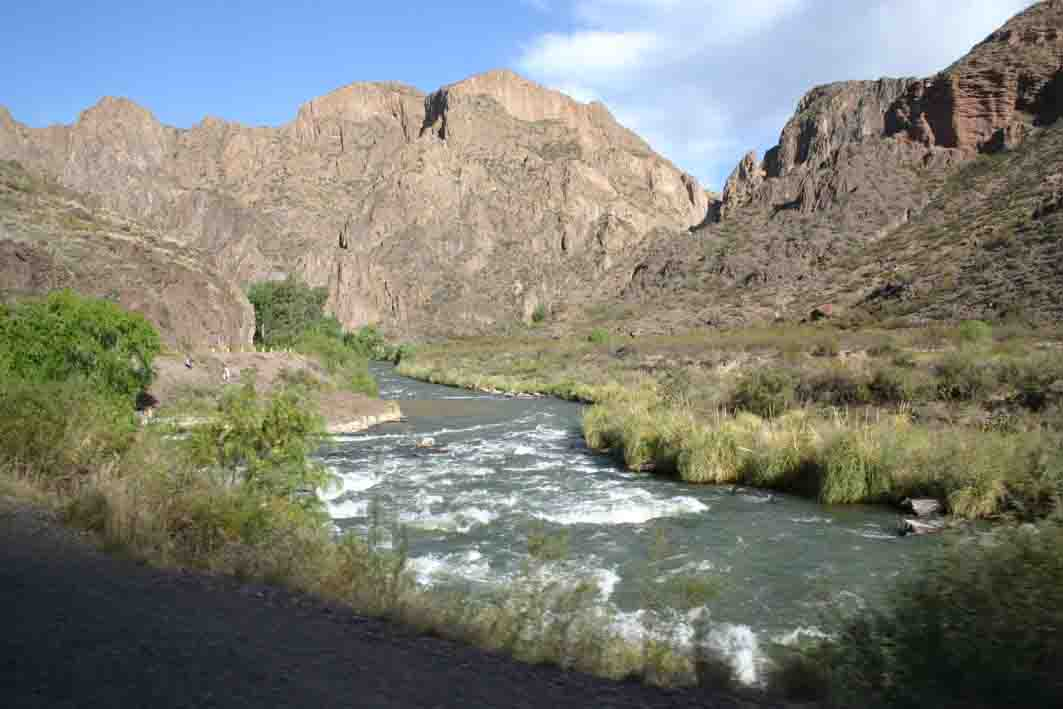
Río Atuel

Die Stadt liegt nördlich des Río Diamante, der an dieser Stelle eine Insel bildet, die heute der Park der Stadt ist. Durch Kanäle wurde ein künstliches Bewässerungssystem geschaffen, so dass in der Umgebung der Stadt Landwirtschaft betrieben werden kann und die Stadt selbst durch begrünte Straßen verschönert werden konnte. San Rafael liegt am Fuße der Anden und bietet, wie Mendoza generell, eine sehr beeindruckende Landschaft.
In unmittelbarer Nähe der Stadt liegt die Motorsport-Rennstrecke Autódromo Las Paredes.

## Geschichte

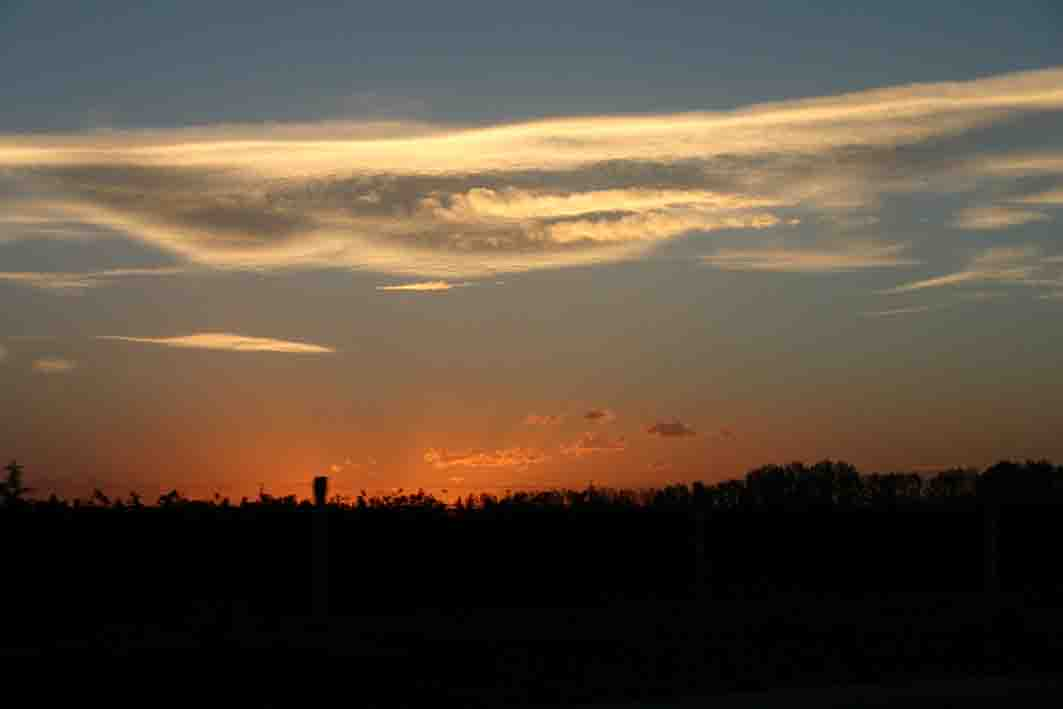
Sonnenuntergang

San Rafael wurde 1805 als Festung gegen die Indianer vom Vizekönig Rafael de Sobremonte gegründet, dessen Namen der Ort von dort an trug. Ab 1860 konsolidierte sich die Siedlung endgültig, als sich hier Kolonisten aus Italien und Frankreich ansiedelten, die in der Nachbarschaft Landwirtschaft betrieben. Während der sogenannten Wüstenkampagne, dem Vernichtungsfeldzug des Generals Julio Argentino Roca gegen die Indianer Ende der 1870er-Jahre war San Rafael einer der Hauptmilitärstützpunkte gegen die Mapuches. 1903 wurde der Ort an das Eisenbahnnetz der Ferrocarril Gran Oeste Argentino angebunden, was das Bevölkerungswachstum deutlich ankurbelte. 1922 erhielt San Rafael die Stadtrechte.

## Wirtschaft
San Rafael ist vor allem ein agroindustrielles Zentrum, hier werden die Produkte der Oasenregion rund um die Stadt verarbeitet und konserviert. In der Umgebung wird vor allem Wein angebaut, aber auch Früchte, Tomaten, Zwiebeln und Knoblauch. Ein neu aufstrebender Wirtschaftszweig ist auch der Tourismus.

### Weinbau
Die ersten Weinstöcke wurden in San Rafael im Jahr 1884 gepflanzt, das damals eingerichtete Weingut La Abeja existiert noch heute. Lange Herbste mit milden Temperaturen erlauben eine langsame und vollständige Reifung der Beeren, allerdings bergen häufige Hagelschauer hohe Ertragsrisiken. Vor der argentinischen Wirtschaftskrise in den 1980er Jahren existierten in der Region mehr als 200 Weingüter (bodegas), in den 1970er Jahren erzeugten sie mehr als 70 % der argentinischen Weißweine. Heute (2012) bewirtschaften 88 Bodegas eine Weinbaufläche von 16.000 Hektar, rund 4000 Kleinbetriebe bewirtschaften Flächen von jeweils weniger als 5 Hektar.
- (siehe hierzu auch den Artikel Weinbau in Argentinien)

## Tourismus

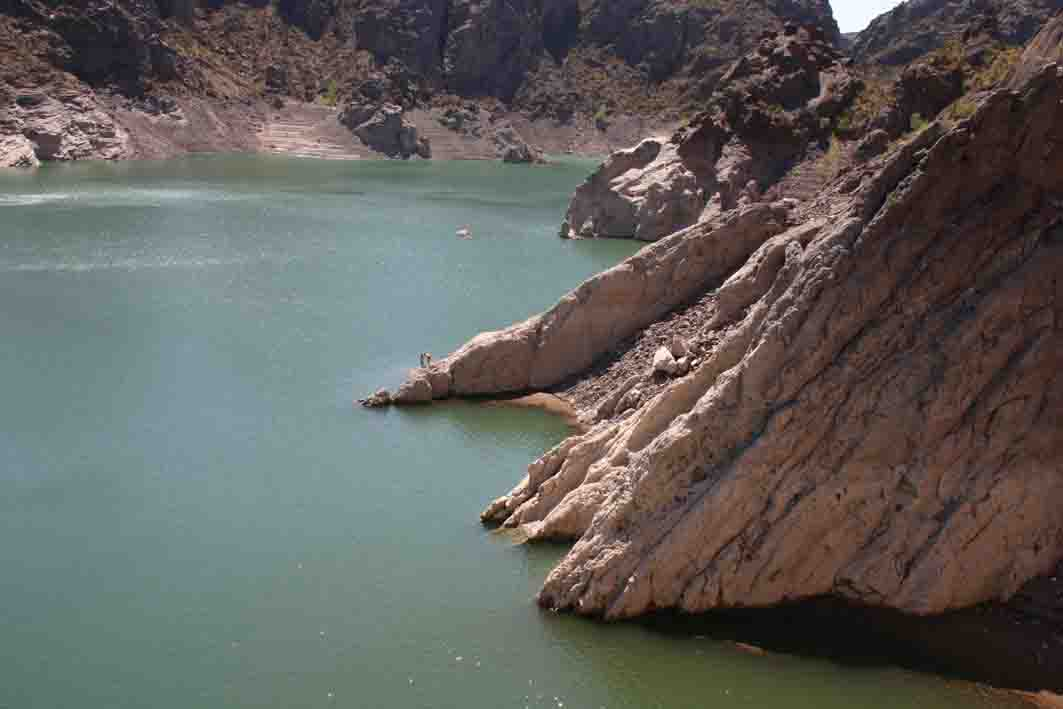
Valle Grande

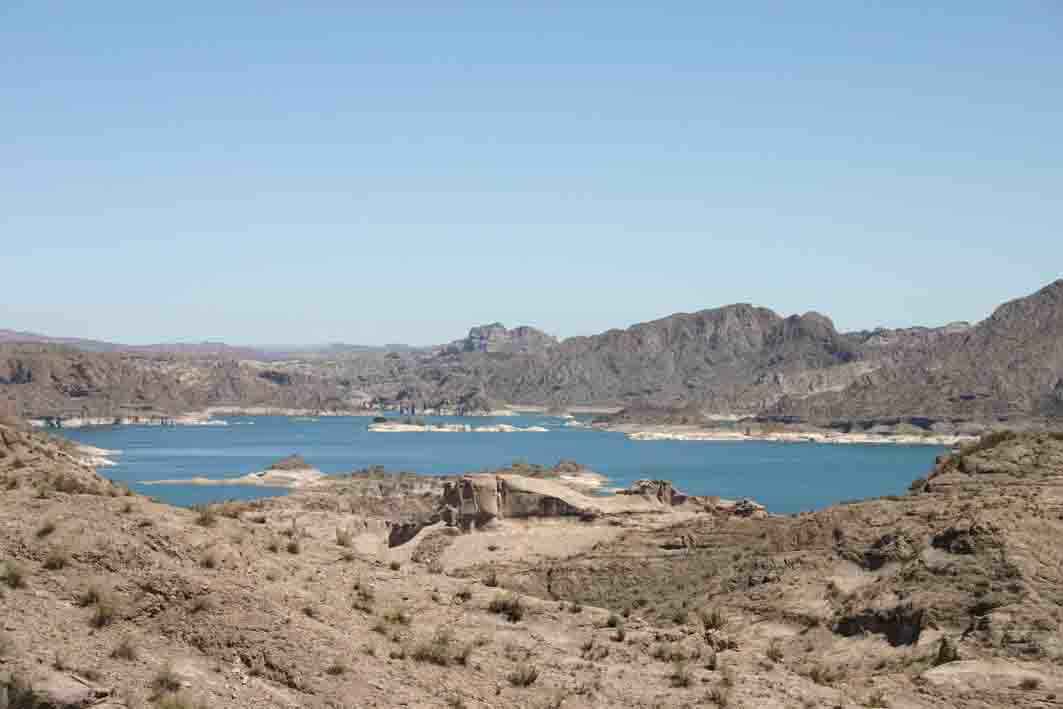
Los Reyunos

Westlich der Stadt liegen mehrere Stauseen am Río Diamante, die auf der einen Seite Energie bereitstellen sowie zum Bewässern der Felder dienen, jedoch auch eine touristische Infrastruktur besitzen: Galileo Vitale, El Tigre, Los Reyunos und Agua de Toro. Südlich von San Rafael liegen die größeren Stauseen von Valle Grande und El Nihuil, ebenfalls beliebte Reiseziele. San Rafael zählt daher immer mehr zu einem touristischen Geheimtipp und ist die ruhigere Alternative zur Provinzhauptstadt. 
Auch das Wetter ist aufgrund der trockenen Luft und den 300 Sonnentagen im Jahr sehr angenehm. Zu den beliebten Zielen gehören die  Weingüter, die Führungen und Verkostungen anbieten. Das Museum im ehemaligen Bahnhofsgebäude der Stadt zeigt in einer kleinen Ausstellung die Geschichte der Eisenbahn in San Rafael. Zu Ehren von Borges wurde auf einem Landsitz ein Garten-Labyrinth gestaltet, das auf dessen literarisches Werk verweist.

## Söhne und Töchter
- Jorge Kémérer (1908–1998), katholischer Geistlicher, Bischof von Posadas
- Roque Avallay (* 1945), Fußballspieler
- Rubén Cano (* 1951), argentinisch-spanischer Fußballspieler
- Ernesto Sanz (* 1956), Jurist und Politiker
- Martín Vilallonga (* 1970), Fußballspieler
- Sergio Ariel González (* 1974), Biathlet
- Darío Figueroa (* 1978), Fußballspieler
- Jesús Méndez (* 1984), Fußballspieler